# Najširi leđni mišić
Najširi leđni mišić (lat. musculus latissimus dorsi) je veliki, plosnati mišić leđa. Mišić inervira lat. nervus thoracodorsalis.

## Polazište i hvatište
Mišić polazi sa šiljastih nastavaka posljednjih šest prsnih i svih lumbalnih kralješaka (putem leđne fascije),  s križne kosti (lat. crista sacralis o. sacrum) i bočne kosti (stražnja trećina lat. crista iliaca o. ilium).
Mišić se hvata na nadlaktičnu kost (mali tuberkul).